# Дельмар, Винья
Ви́нья Дельма́р (исп. Viña Delmar, Ви́нья-дель-Ма́р (исп. Viña del Mar), урождённая — А́львина Луи́з Кро́тер (англ. Alvina Louise Croter; 29 января 1903, Бруклин, Нью-Йорк, Нью-Йорк, США — 19 января 1990, Лос-Анджелес, Калифорния, США) — американская писательница, драматург и сценаристка, работавшая с 1920-х по 1970-е годы. Она приобрела известность в конце 1920-х годов, благодаря публикации её романа «Плохая девушка», который стал бестселлером в 1928 году. Дельмар также написала сценарий к комедии «Ужасная правда» (1937), за который она получила номинацию на премию «Оскар» (1938).

## Биография
Винья Дельмар, урождённая Альвина Луиз Кротер, родилась 29 января 1903 года в Бруклине (Нью-Йорк, штат Нью-Йорк, США) в семье артистов водевиля Айзека «Айка» Кротер и Дженни А. Кротер, урождённой Гуран или Герин. К 16 годам выступала в водевилях.
20 мая 1921 года Винья вышла замуж за диктора и писателя Альберта Отто Циммермана, также известного под псевдонимом Юджин или Джин Дельмар. Циммерман, по-видимому, официально изменил своё имя на «Юджин Дельмар» в июле 1929 года, хотя убедительных доказательств этого действия нет. После замужества Винья взяла фамилию Дельмар. 3 августа 1924 года родился единственный сын супругов, Грей Дельмар. Дельмары оставались женаты до смерти Юджина 14 декабря 1957 года. Их сын Грей погиб 8 октября 1966 года в 42-летнем возрасте, разбившись на автомобиле во время тренировочной гонки на гоночной трассе Бриджхемптона; у него остались жена Ровена и четверо детей.
Винья Дельмар скончалась 19 января 1990 года в возрасте 86-ти лет в доме престарелых в Пасадене, штат Калифорния. Она похоронена в мемориальном парке «Валхалла» в Северном Голливуде, штат Калифорния, как и её муж, Юджин Дельмар.